# زردپره سرآبی

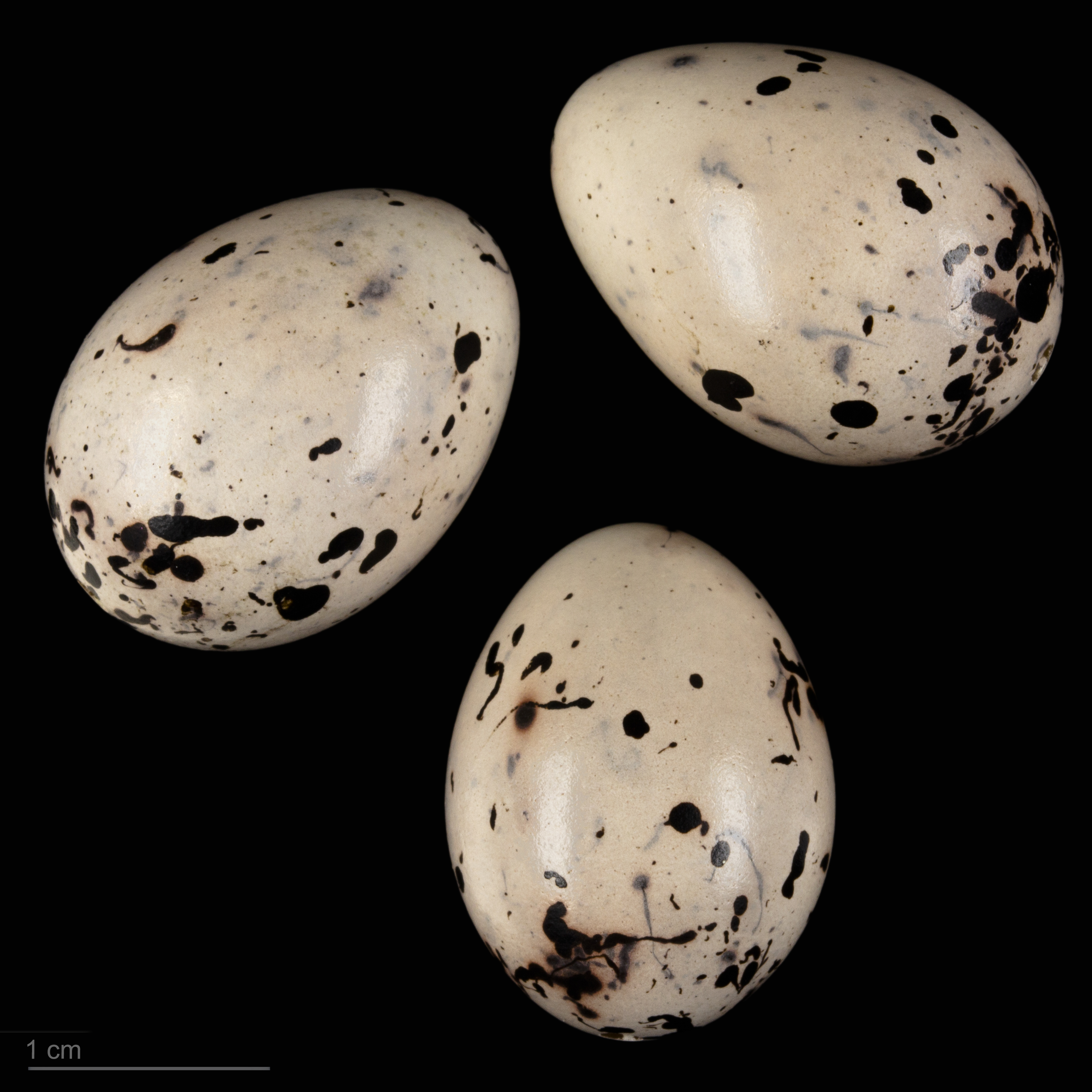
Emberiza caesia

زردپره سرآبی (نام علمی: Emberiza caesia) پرنده‌ای از گروه زردپره‌ها در تیرهٔ زردپرگان در راستهٔ گنجشک‌سانان است. سر و نوار سینهٔ پرندهٔ نر به رنگ آبی خاکستری روشن بوده و گلوی آن قرمز آجری و دمگاهش قرمز نخودی است. این پرنده بومی یونان, ترکیه, قبرس و کشورهای ساحل دریای مدیترانه است و زمستان تا سودان کوچ می‌کند. در جنوب ایران نیز دیده شده است.